# Веселко
Веселко је мушко словенско име, настало од именице „весеље“. У Србији је ово име настало од имена Веселин, али не и у Хрватској где је настало као самостално име, много чешће међу Хрватима него међу Србима. 

## Популарност
У Хрватској је било прилично популарно име током двадесетог века, али му је популарност последњих година опала. Највише се среће у Загребу, Дубрави и Примоштену. У Словенији је ово изведено име од имена Весел и у тој земљи је 2007. било на 867. месту по популарности.